# Shoshoni
Shoshoni est une localité du comté de Fremont (Wyoming), au nord-ouest des États-Unis d’Amérique. La commune compte 635 habitants en l’an 2000. 